# Jesús en la sinagoga de Cafarnaún

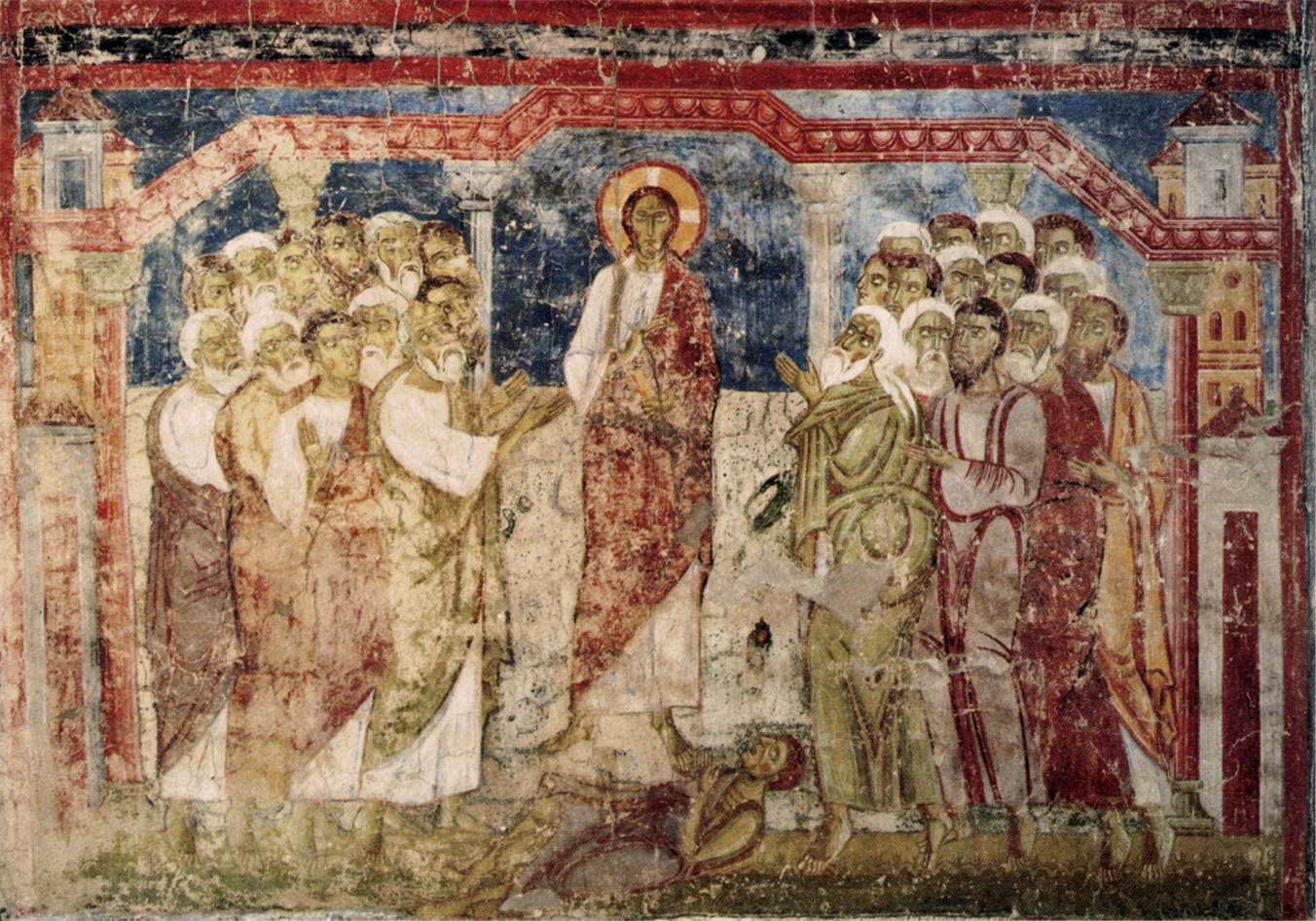
Fresco del del Exorcismo en la Sinagoga de Cafarnaún.

En el Nuevo Testamento, la perícopa de Jesús en la sinagoga de Cafarnaún marca el principio del ministerio de Jesús.
- Mateo 4:13 describe a Jesús abandonando Nazaret y estableciéndose en Cafarnaún.
- Marcos 1Marcos 1:21-28 describe a Jesús enseñando y curando en la sinagoga
- Lucas 4Lucas 4:16-37 describe a Jesús enseñando regularmente en la sinagoga, cf. Lucas 4:23, donde Jesús, hablando en la sinagoga de Nazaret, se refiere a «lo que se ha oído hacer» en Cafarnaún.[2]
- Juan 6Juan 6:22-59: contiene el Discurso del Pan de Vida de Jesús; versículo 59 confirma que Jesús enseñó esta doctrina en la sinagoga de Cafarnaúm.

El exorcismo descrito en Marcos 1:23–28 y Lucas  4:33–37 se considera uno de los milagros de Jesús.

## Curación de un endemoniado
.

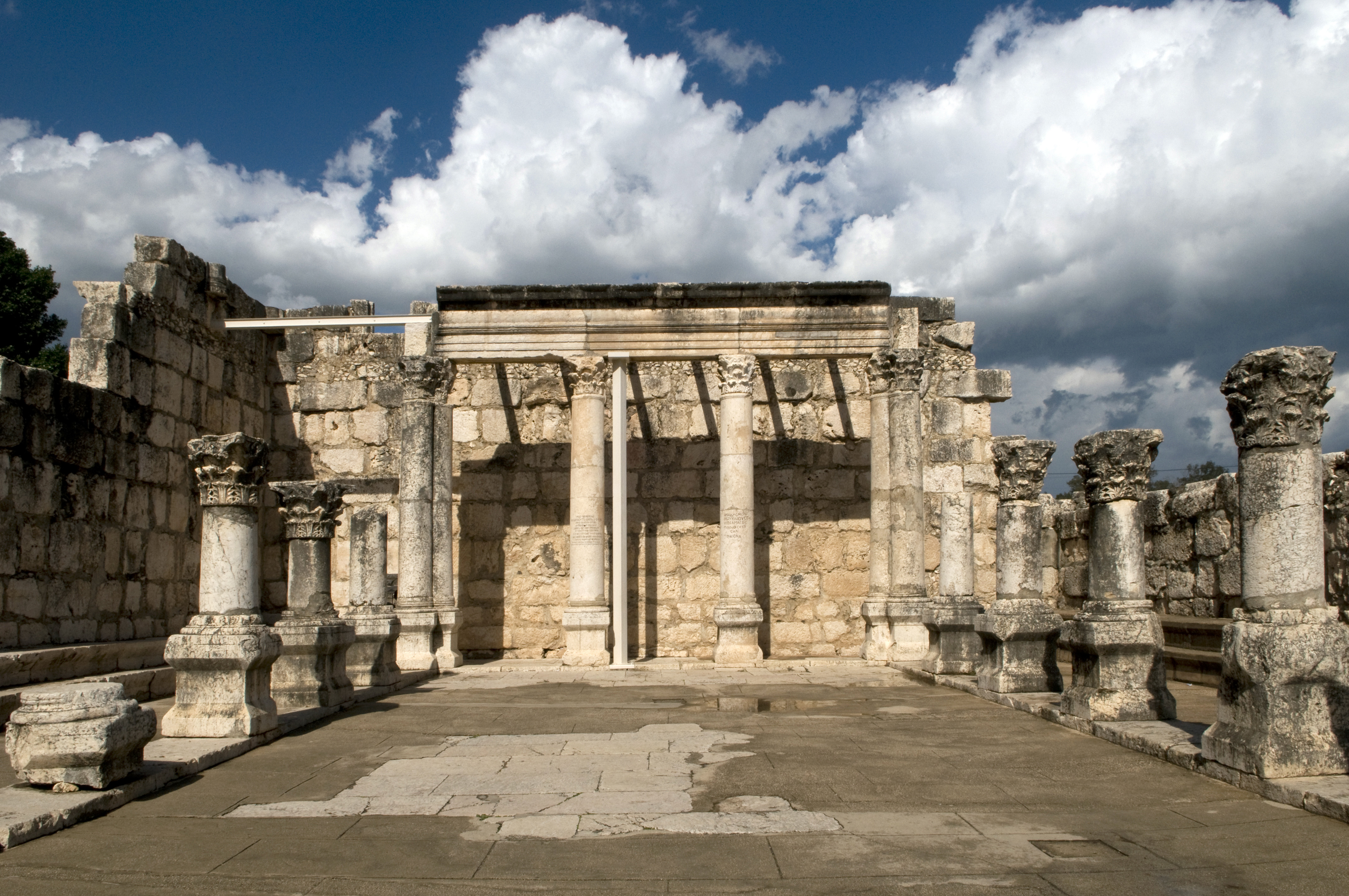
Ruinas de la antigua Gran Sinagoga de Cafarnaún (o Kfar Nahum) del de nuestra era

Según los Evangelios, el sábado Jesús y sus discípulos fueron a Cafarnaún (a orillas del mar de Galilea), donde Jesús empezó a predicar. La gente estaba asombrada por su enseñanza, porque les enseñaba como uno que tiene autoridad, no como los escribas de la ley. Justo en ese momento un hombre en la sinagoga que estaba poseído por un espíritu maligno gritó: 
¿Qué quieres de nosotros, Jesús de Nazaret? ¿Has venido para destruirnos? Sé quién eres — el Santo de Dios!
¡Callate! dijo Jesús severamente. ¡Sal de él!
El espíritu de mal sacudió al hombre violentamente y salió de él con un alarido.
La gente estaba tan asombrada que se preguntaban entre sí, ¿Qué es esto? ¡Una enseñanza nueva—y con autoridad! Incluso da órdenes a espíritus malignos y ellos le obedecen. Las noticias sobre Él se difundieron rápidamente por toda la región de Galilea.

## Análisis
El teólogo católico romano John Chijioke Iwe sostiene que la perícopa de Marcos marca el comienzo del último año de los tres años del ministerio público de Jesús.
John McEvilly señala que el espíritu es llamado «impuro» ya que se deleita en, y estimula a, «actos de impureza».

## Hallazgos arqueológicos
Se cree que la sinagoga del siglo I descubierta en Cafarnaún debajo de la llamada sinagoga blanca es la sinagoga descrita en el Nuevo Testamento.